# Едлина
Едлина (пол. Jedlina) — польский дворянский герб.

## Описание
В овальном щите с золотою окраиною напол-разделенном в правом голубом поле пол-льва взвившегося на дыбы, вправо; в левом же красном, золотой охотничий рог, а под ним золотая звезда.
В нашлемнике одна дворянская корона, из которой выходят три страусовых пера. В опоре, с правой стороны, рыцарь в броне и открытом, тремя страусовыми перьями увенчанном шлеме, с копьем в левой руке, указывающий правою рукою на льва в щите. Герб Едлина (употребляют: Якобсоны) внесен в Часть 2 Гербовника дворянских родов Царства Польского, стр. 198.

## Герб используют
Якобсоны, происходящие в прямой линии от Вильгельма-Христиана Якобсона, которому герб вместе с потомственным дворянством пожалован грамотою Короля Польского Станислава Августа 1792 года Генваря 6 дня.